# ラミ・ベンセバイニ
アミール・セルマーヌ・ラミ・ベンセバイニ（Amir Selmane Ramy Bensebaini 、1995年4月16日 - ）は、アルジェリア・コンスタンティーヌ出身のプロサッカー選手。アルジェリア代表。ボルシア・ドルトムント所属。ポジションは、ディフェンダー。

## クラブ経歴
2013年夏、FCポルトとアーセナルFCのトライアルを受けた。
2014年6月、ジュピラー・プロ・リーグのリールセSKにレンタルで加入。8月3日のクラブ・ブルッヘ戦で加入後初出場。
2015年6月、リーグ・アンのモンペリエHSCにレンタルで加入。
2016年7月5日、スタッド・レンヌと4年契約を結んだ。
2019年8月14日、ボルシア・メンヒェングラートバッハと4年契約を結んだ。
2023年6月6日、ボルシア・ドルトムントと4年契約を結んだ。

## 代表歴
U-23年代からアルジェリア代表に選ばれており、アフリカ U-23ネイションズカップ2015等に参加した。
2015年11月、A代表初招集。

### ゴール
2022年2月10日現在
| No | 開催日         | 開催地           | 対戦国       | スコア | 結果 | 試合概要                           |
| -- | -------------- | ---------------- | ------------ | ------ | ---- | ---------------------------------- |
| 1. | 2018年6月1日   | アルジェ         | カーボベルデ | 1–0    | 2–3  | 親善試合                           |
| 2. | 2018年10月12日 | ブリダ           | ベナン       | 1–0    | 2–0  | アフリカネイションズカップ2019予選 |
| 3. | 2019年11月14日 | ブリダ           | ザンビア     | 1–0    | 5–0  | アフリカネイションズカップ2021予選 |
| 4. | 2020年10月9日  | クラーゲンフルト | ナイジェリア | 1–0    | 1–0  | 親善試合                           |
| 5. | 2021年9月2日   | ブリダ           | ジブチ       | 3–0    | 8–0  | 2022 FIFAワールドカップ予選        |

## タイトル
スタッド・レンヌ
- クープ・ドゥ・フランス: 2018-19

アルジェリア代表
- アフリカネイションズカップ: 2019